# Валтер VII фон Барби
Валтер VII/VIII фон Барби (на немски: Walther VII/VIII fon Barby; Walter VII von Arnstein; * пр. 1240; † пр. 1271) от род Арнщайн, е граф, господар на Барби на Елба в Саксония-Анхалт. От него произлизат графовете фон Мюлинген.

## Биография
Той е син на граф Валтер IV/III фон Арнщайн, господар на Барби († сл. 1259) и съпругата му бургграфиня Луитгард фон Кверфурт-Магдебург († 1263), дъщеря на Гебхард IV фон Кверфурт, бургграф фон Магдебург († 1216), и графиня Луитгард фон Насау († 1222). Внук е на Валтер III фон Арнщайн († ок. 1196), фогт на Барби, и Гертруд фон Баленщет († сл. 1194) от фамилията Аскани, дъщеря на граф Адалберт III фон Баленщет († 1171) и Аделхайд фон Ветин-Майсен, вдовицата на крал Свен III от Дания и Зеланд († 1157).
Замъкът Барби и графството Барби са от края на 12 век собственост на графовете фон Арнщайн и те започват да се наричат фон Барби.
Баща му Валтер IV и брат му Албрехт I фон Арнщайн († сл. 1240) разделят Арнщайн. Албрехт получава графството Арнщайн. Баща му Валтер IV получава Барби и през 1226 г. е наречен за пръв път на това господство и основава рода на графовете фон Барби.
Валтер VII/VIII фон Барби е чичо на Хайнрих I фон Барби, епископ на Бранденбург († 1338/1351), и Хайнрих фон Волденберг, епископ на Хилдесхайм (1310 – 1318).

## Деца
Валтер VII/VIII фон Барби има децата:
- Албрехт IV фон Барби († сл. 1312), граф на Барби и Мюлинген, женен за Луитгард/Лукагард фон Хонщайн († сл. 1279), дъщеря на граф Хайнрих II фон Хонщайн-Клетенберг-Шпатенбург († 1286) и Матилда фон Регенщайн († 1283)
- Беата фон Барби (* пр. 3 май 1272; † сл. 1272)
- София фон Барби (* пр. 3 май 1272; † сл. 1272)

## Галерия
- Гербът на графовете фон Барби
- Замъкът Арнщайн
- Замъкът Арнщайн ок. 1860
- Дворецът Барби сл. 1868